# 哈约·赫尔曼
汉斯-约阿希姆·“哈约”·赫尔曼（Hans-Joachim "Hajo" Herrmann，1913年8月1日—2010年11月5日）是第二次世界大战期间的一位納粹德國空軍军官、飞行员，曾获颁騎士鐵十字勳章。
战后，赫尔曼作为战俘在苏联被关押了10年。获释后，他成了纳粹主义活动家兼律师，曾为新納粹主義和纳粹大屠杀否认论者辩护，同时他自己还鼓吹纳粹大屠杀否认论，组织新纳粹主义活动。